# Анімаційна студія
Анімаційна студія — це компанія, що виробляє анімаційні медіа. Найбільші анімаційні компанії перед випуском замислюють продукцію для виробництва, володіння фізичним обладнанням для виробництва, наймають операторів для цього обладнання і володіють великою часткою в продажах або оренді вироблених медіа. Вони також володіють правами на мерчандайзинг і творчими правами на персонажів, створених/утримуваних компанією, подібно до авторів, які мають авторські права. У деяких ранніх випадках вони також мали патентні права на методи анімації, що використовуються в деяких студіях, які використовувалися для підвищення продуктивності. Загалом, це стосується бізнесу та може функціонувати також юридично. 
Сьогодні існує близько 201 анімаційних студій, що займаються виробництвом і розповсюдженням анімаційних фільмів. Невелика їх кількість є безпосередньо аніматорами, тоді як інші — юридичні особи. Багато з цих анімаційних студій допомагають створювати анімацію для всесвітньовідомих брендів і виконувати аутсорсингові проєкти, такі, як «У пошуках Немо».

## Американські студії

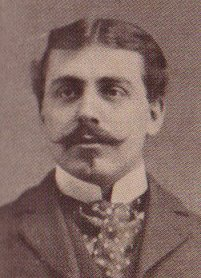
Рауль Барре

Вінзор Маккей був широко відомий як батько мультиплікації, перетворивши його комікс Маленького Немо в 10-хвилинний художній фільм, спільно направити його разом з Дж Стюарт Блектон, опублікованій 8 квітня 1911 року. Однак, ідея про студію, присвячену анімації мультфільмів, очолювала Рауль Барре і його студія, Barré Studio, співзасновник Білла Нолана, вибивши студію, створену JR Bray, Bray Productions, на честь першої студії, присвяченої анімації. 
Незважаючи на те, що він був побитий на посаду першої студії, співробітник студії Bray, Еарль Хард, придумав патенти, призначені для масового випуску продукції для студії. Як Херд не подавав ці патенти під своїм ім'ям, але передав їх Брей, вони продовжували формувати патентну компанію "Брей-Херд" і продавали ці методики для роялті іншим анімаційним студіям того часу. Під цією фірмою були проведені патенти на системи анімації з використанням малюнків на прозорих целулоїдних аркушах та системи реєстрації, яка зберігала стійкі зображення. Брей також розробив базовий поділ праці, який все ще використовувався в анімаційних студіях (аніматори, помічники, майстри оформлення тощо). 

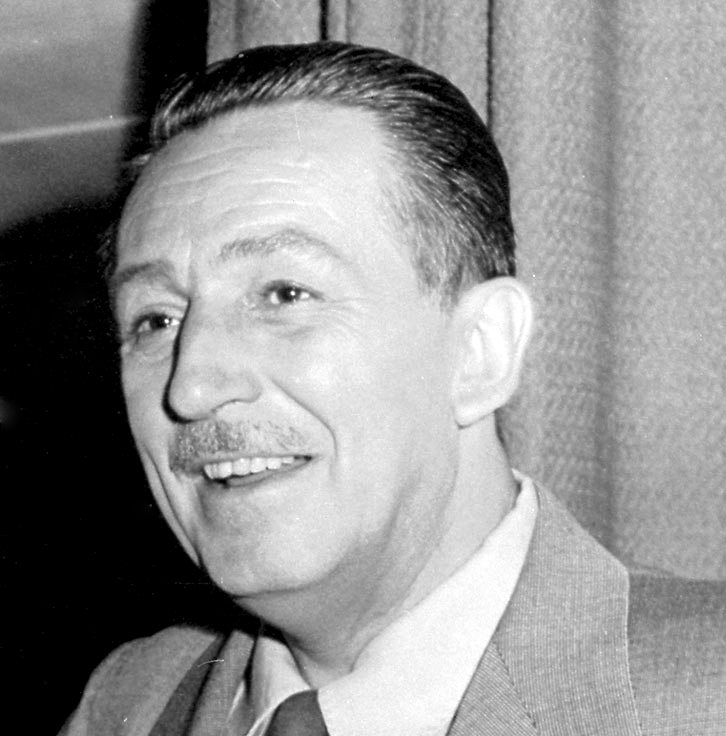
Уолт Дісней

Найбільшою назвою в анімаційних студіях у цей ранній час була анімаційна студія Disney Brothers (тепер відома як Walt Disney Animation Studios ), засновником якої були Уолт і Рой О. Дісней. Розпочавшись 16 жовтня 1923 року, студія почала робити свій перший короткометражний фільм Steamboat Willie в 1928 році, з великим критичним успіхом мультиплікаційний фільм «Білосніжка і сім гномів», який поклав початок іншим студіям, щоб спробувати зробити повнометражні фільми. У 1932 році Flowers and Trees, продюсер Walt Disney Productions і United Artists, виграв першу премію Оскару за кращий анімаційний короткометражний фільм. Цей період, з 1920-х до 1950-х років, а іноді вважається з 1911 року до смерті Уолта Діснея в 1966 році, широко відомий як Золотий вік американської анімації, як вона включала зростання Діснея, а також підвищення Warner Bros. і MGM як відомі анімаційні студії.  Дісней продовжував лідирувати в технічній майстерності серед студій протягом довгого часу, як це можна бачити з їхніми досягненнями. У 1941 році Отто Месмер створив перші анімаційні рекламні ролики для оголошень Botany Tie - доповідей про погоду. Вони були показані на NBC-TV в Нью-Йорку до 1949 року. Це ознаменувало перші набіги анімації, призначеної для меншого розміру екрану і повинен був слідувати перший мультсеріал спеціально зроблені для телебачення, Crusader Rabbit, в 1948 р. його творець, Алекс Андерсон, повинен був створити студію «Television Arts Productions» спеціально для створення цієї серії, як його стара студія, Terrytoons, відмовилася зробити серію для телебачення. З Crusader Rabbit, однак, багато студій бачили це як прибуткове підприємство, і багато хто з них увійшли в телевізійний ринок з того часу, коли Білл Ханна переробляє виробничий процес для телевізійної анімації на своєму шоу Ruff and Reddy. Саме в 1958 році The Huckleberry Hound Show заявила, що вона стала першим новим півгодинним мультимедійним шоу. Це, разом з їх попередніми успіхами з серією «Том і Джеррі», підняли анімаційну студію Ханни, (Hanna-Barbera Productions), щоб домінувати на північноамериканському ринку анімації телебачення в другій половині 20-го століття.
У 2002 році Шрек створений компанією DreamWorks і Pacific Data Images, отримав першу премію за найкращу анімаційну функцію. Відтоді Disney/Pixar підготували найбільшу кількість фільмів, щоб виграти або бути номіновані на нагороду. 

### Ринок прямого відео
Пряма анімація на відео спостерігається підйом, як концепція, на західних ринках. Маючи багато комічних персонажів, які отримують свої версії оригінальних відеоанімацій OVA, під назвою Westernized анімації з прямим до відео, ринок OVA поширився на американські анімаційні будинки. Незважаючи на те, що термін "прямо на відео" несе негативні конотації на північноамериканському та європейському ринках, їхня популярність привела до створення комічних персонажів від Hellboy, Green Lantern та Avengers (комікси) до телевізійних шоу, таких як Family Guy та Futurama всі випускають анімації прямого відео. DC Comics постійно випускають власні анімаційні фільми з єдиною метою продажу на ринку прямого відео. З дедалі більшими турботами про піратство, пряма анімація на відео може стати більш популярною в найближчому майбутньому. 

### Тенденції власності
З ростом анімації як галузі, тенденції власності студій поступово змінювалися з часом. Сучасні студії, такі як Warner Bros. і ранні, такі як Fleischer Studios, почали життя як маленькі, незалежні студії, які керували дуже маленькою базовою групою. Після того, як їх викупили або продали іншим компаніям, вони зрештою консолідувалися з іншими студіями та стали більшими. Недолік цієї установки полягав у тому, що в даний час велика спрямованість до прибутковості з керівництвом виступає в якості гасителя творчості цих студій, продовжуючи навіть у сьогоднішньому сценарії. 
В даний час незалежні студії анімації прагнуть забезпечити художню цілісність, підписавшись з великими анімаційними студіями на контракти, які дозволять їм ліцензувати фільми, не будучи спрямовані великими студіями. Прикладами такої співпраці є спільні підприємства DreamWorks та Paramount Pictures та компанії Blue Sky Studios та 20th Century Fox. 

## Японські студії

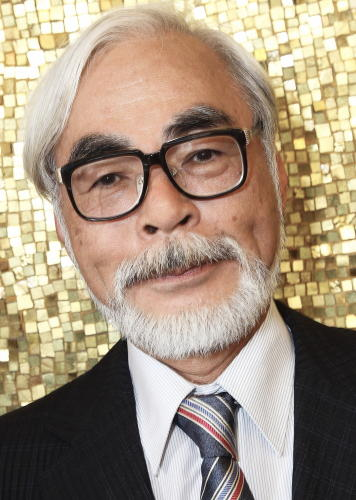
Хаяо Міядзакі

Перший відомий приклад японської анімації, також званий аніме, датується приблизно 1907 року, але японській анімаційній індустрії потрібно буде до 1956 року успішно прийняти студійний формат, який використовується в США. У 1961 році ці виробництва почали транслюватися в США. Toei Animation, утворена в 1956 році, була першою японською анімаційною студією, що мала значення, і бачила скорочення аніматорів як незалежних художників-аніме. 
Після утворення в 1956 р. Toei Animation Co., японські студії видобули дрібні твори анімації. Але з виходом першої театральної функції Toei, The Tale of the White Serpent, випущеної в жовтні 1958 року, індустрія анімації в Японії прийшла в очі громадськості. 
Успіх Алаказаму Великого привів до знаходження художника Осаму Тезуки, який продовжував би стати батьком японської манги з його маркою сучасних, швидко розвиваються фантазійних сюжетних ліній. Він став під впливом творів Ханни-Барбери кінця 1950-х років і вперше зробив Японію для телевізійної анімаційної студії Mushi Productions. Успіх першого шоу студії в 1963 році, Astro Boy, був настільки величезним, що до кінця року було ще три студії телевізійної анімації, а Toei відкрив власні телевізійні студії. Найбільшою відмінністю між японськими студіями та північноамериканськими студіями була різниця у матеріалі для дорослої тематики, щоб звільнитися у Японії. На думку Тезуки, що анімація не повинна обмежуватися лише дітьми, з'явилося багато студій, які використовуються у виробництві адаптованих для дорослих тематичних класичних історій, таких як Хайді (Хайді, Дівчина Альп), Тисяча та одна ніч та Щоденник молодої дівчини та багато іншого. 
У 1980-х роках студії анімації повернулися до своїх театральних коренів завдяки успіху фільму Хаяо Міядзакі « Наусіа» Долини Вітру, який привів видавництво «Токума Шотен» до фінансування нової студії анімації «Студія Гібі», яка була використовується для особистих творів Міядзакі і його близького друга, Ісао Такахата. Багато творів Гіблі стали найпопулярнішими в Японії театральними фільмами, незалежно від того, чи вони живуть або анімовані.

### Ринок OAV/OVA
Ринок для "OAV" або "Original Anime Video" пізніше акронім буде більш відомий як "OVA", що означає "оригінальна відео анімація", оскільки термін "OAV" часто може бути неправильно зрозумілий для "оригінального відео для дорослих", почав у 1984 році. в основному схильні до ринку домашнього відео, не приховуючи телевізійної чи театральної аудиторії як такої. Вони посилаються на ті фільми, які запускаються як прямі до відеовипусків і не призначені для випуску в театрах. Відеопродукції можуть тривати від пів години до більш ніж двох годин. Вони вимагають, щоб приміщення або історія були оригінальними для того, щоб вважатися OVA, хоча іноді, історія може бути отримана з довшої манги або анімованих серій. Оскільки ринок OAV не пристосований до суворості, з якою стикаються телевізійні шоу або художні фільми, вони, як відомо, демонструють безоплатну кількість насильства та/або порнографії. Деякі OAV зареєстрували таке сильне схвалення, що вони були перероблені як аніме-телесеріали, а також театральні випуски.
Оскільки більшість нових OVA є похідними від інших мультимедійних медіа, багато анімаційних студій, які раніше працювали над анімаційними серіалами або фільмами, а також адаптації японської манги, тепер вийшли на ринок OVA, прагнучи скористатися популярністю своїх флагманських шоу. Студії, які беруть участь у таких обставинах, включають Виробництво IG і Studio Deen. 

## Контракти аніматора
Хоча в студіях є постійні/штатні посади, більшість аніматорів працюють на контрактній основі. Є деякі аніматори, які вважаються в основній групі студії, яка може бути або результатом існування з моменту створення компанії, або бути талановитими новобранцями з інших анімаційних студій. Це більш безпечні позиції в анімаційній студії, хоча студія може мати політику щодо можливого терміну перебування аніматорів. Оскільки студії сьогодні можуть наймати аніматорів на роботі, багато художників не зберігають права на свої твори, на відміну від деяких ранніх аніматорів. Обсяг цих авторських прав регулюється місцевими правами інтелектуальної власності. 
Аніматори також повинні знати про контрактні закони й трудові закони, що поширені в юрисдикції, до якої належить анімаційна студія. Там були численні правові битви боролися за авторські права на відомі франшизи, такі як Панда Кунг-фу та Губка Боб Квадратні Штани. Це сталося внаслідок того, що в контрактах про авторські права зазначено, що ідея не може бути захищена, можна сказати, що порушується лише фактична робота. Це означає, що, хоча аніматори можуть передати ідеї анімаційним студіям про певні персонажі та сюжети, ці ідеї не можуть бути захищені й можуть привести до того, що студії отримують користь від ідей індивідуального аніматора. Однак це не завадило багатьом незалежним художникам подавати позови до персонажів різних студій. 

## Анімаційні спеціальності

Приклад традиційної анімації, кінь, анімований ротоскопією з фотографій 19-го століття Ідвайра Муйбриджа.

Деякі анімаційні студії можуть мати певні спеціальності в певному вигляді анімації. Вони можуть бути, але не обмежуватися наступними: 
- 2D/традиційна анімація — стандартний метод створення руху зображень в 2D середовищі. Це робиться шляхом секвенування зображень, які показують прогресування руху зі швидкістю 24 кадри в секунду[18]. Деякі компанії, що надають цю послугу — Toon Boom і DigiCel.
- 2D комп'ютерна анімація — Створення уявного руху зображень в 2D-середовищі, яке допомагає спеціальними комп'ютерними програмами, відоме як 2D комп'ютерна анімація. Це також може бути використано для галузі інформатики, яка дає можливість створювати програмне забезпечення для цієї техніки або маніпулювати моделями. Компанії, включаючи Disney (використовуючи техніку CAPS для цифрових фарб і фарб) і Pixar (що зазвичай робить 3D анімаційні фільми, але іноді використовує цю техніку).
- 3D комп'ютерна анімація — анімація об'єктів у тривимірному просторі. Їхнє рух може бути змінено, щоб імітувати ті об'єкти[19]. Великі студії включають Pixar, Disney, DreamWorks, Blue Sky, Illumination, Universal, Sony, Warner і Paramount.
- Анімація об'єктів — це форма анімації зупинки руху, яка включає в себе анімовані переміщення будь-яких не витягнутих об'єктів, таких як іграшки, блоки, ляльки тощо, які не є повністю податливими, такі як глина або віск, і не призначені для вигляду впізнаваний людський або тваринний характер[20].  Пластилінова анімація

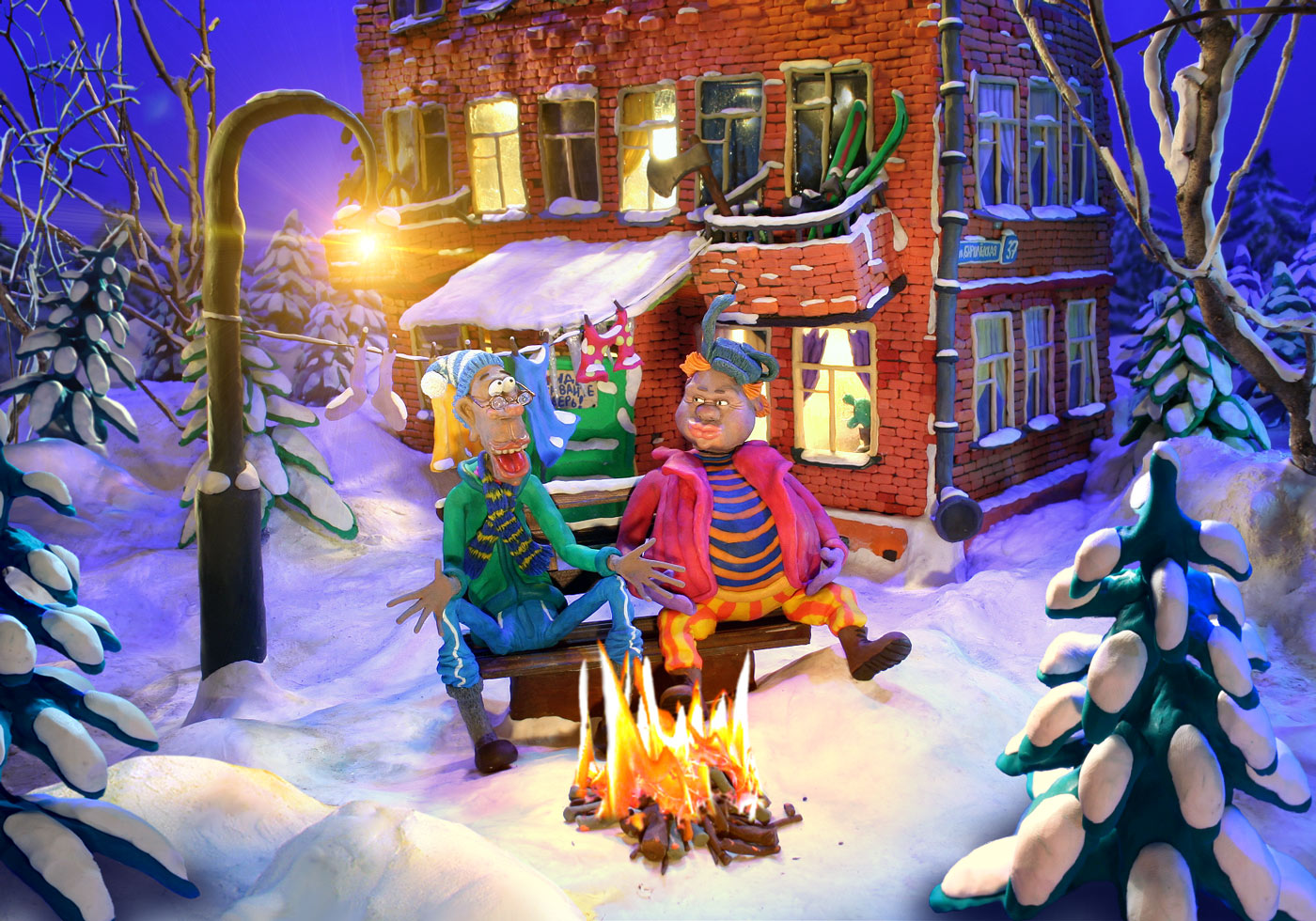
Пластилінова анімація

- Анімація пластиліну — це підмножина зупинки руху, яка використовує глиняні фігури і об'єкти. Студії, які використовують цю анімацію — Vinton та Aardman Animations.
- Візуальні ефекти — студіями, що їх використовують є Sony Pictures Imageworks і Tippett Studio.
- Гравіювання на плівку
- Чорнило на паперових Також відомі як традиційні чолах заштрихованої анімація, який використовує прозорі матеріали, відомі як Cels для того, щоб намалювати кордону і використовувати фарбу на об'єктах, щоб бути анімованими на різному Cels даючи шарувату почуття до анімації. Останньою відомою студією, яка використовувала це для великого кінофільму, була студія Ghibli.
- Flash / Internet Animation — це анімовані медіа, створені з програмного пакета Adobe Flash, що дозволяє користувачеві створювати анімаційні програми на основі векторної графіки. Студії, що використовують це програмне забезпечення — 6 Point Harness, Disney і BigIdeaFan Animation.
- Жива дія — це фільм або медіа, що поєднує неанімовані актори або об'єкти, що взаємодіють з анімованими елементами. На цій формі анімації спеціалізується студія DreamWorks Pictures.
- Motion Capture — захоплення руху включає вимірювання позиції об'єкта та орієнтації у фізичному просторі, після чого запис цієї інформації здійснюється у формі, що використовується комп'ютером. Об'єкти, що представляють інтерес, включають людські та нелюдські тіла, міміку, позиції камери або світла та інші елементи сцени[21]. Значна кількість студій використовує цей метод, особливо, коли існує потреба пов'язувати елементи живої дії з анімацією.
- Анімація фарбою на склі
- Олівець на папері
- Пастель на папері
- Фотографії
- Фотокопії
- Pixilation
- Ляльковий театр — це процес переміщення маріонеток через арматуру всередині них для руху рідини. Він широко використовувався на хітовому, некомерційному американському телешоу Sesame Street.
- Rotoscoping — повернена проєкція послідовності звичайно сфотографованих кадрів зображення, так що художник може відстежувати від кадру або створити зображення для накладання на нього. Його можна сприймати як "живопис на фільмах" ефективно[22]. StudioCanal і Warner Bros. Television — це дві великі студії, які використовують цю форму анімації.
- Пісочна анімація
- Анімація на дошці, також відомий як відео-сценарій — це спосіб представити інформацію, записуючи процес малювання живої дошки художника на роботі.

## Проєкти
На підставі роботи контрактних аніматорів та студій, існують різні проекти, на які можуть запропонувати виконати анімаційні студії. Вони можуть бути, але не обмежуватися, наступними: 
- Анімовані символи
- Анімовані вебграфіки
- Рекламні ролики
- Освітні/Промислові фільми
- Функціональні фільми
- Інтерстиції/логотипи/бампери
- Ігри
- Мультимедіа/Нові медіа
- Музичні відео
- Rides/Симулятори
- Короткометражні фільми
- Телевізійні серії
- Спеціальне телебачення
- Послідовність назв
- Webisodes
- Вебсайти

Багато з вищезгаданих проектів виконуються на контрактній основі з іншими сторонами і не можуть безпосередньо використовуватися студіями для продажу, розповсюдження тощо. 

## Корпоративна соціальна відповідальність
У спробі зберегти свій імідж як цікаві, здорові родини, багато анімаційних студій в даний час створюють озброєння для проведення заходів, пов'язаних з корпоративною соціальною відповідальністю. Хоча багато студій все ще пробуджують можливості брендингу в рамках цих ініціатив, компанія Walt Disney вже створила багато програм, щоб закріпити свій імідж як суб'єкт, який є соціально відповідальним. 
Серед багатьох програм, ініційованих Disney, є щорічний Enviroports (тобто екологічний звіт), який Disney щорічно публікує для того, щоб тримати своїх акціонерів у контакті з тим, як саме він намагається оптимізувати операційний вплив компанії на екологічні питання, такі як скорочення відходів, викопного палива. викидів парникових газів, а також поліпшення захисту екосистем. Це призвело до подорожчання багатьох третіх сторін, таким як Бостонський коледж Центр корпоративного громадянства та інституту репутації, яка займає 2-е Дісней в корпоративної соціальної відповідальності Index, з рахунком 81.33, придуманим у 2010 році. Доповідь також встановлює, що Disney покращила свою продуктивність за рік на рік і є другим за двома з трьох категорій, зазначених для вимірювання. 